# 埃姆雷·武拉尔
埃姆雷·武拉尔（Emre Vural，1992年1月1日—），土耳其男子羽毛球運動員。

## 簡歷
2015年2月，埃姆雷·武拉尔出戰秘魯羽毛球國際系列賽，與辛南·佐卢合作打進男子雙打比賽決賽，最後贏得冠軍。

## 主要比賽成績
只列出曾進入準決賽的國際賽事成績：
| 年份   | 賽事                   | 公開賽級別 | 項目     | 拍檔            | 成績   |
| ------ | ---------------------- | ---------- | -------- | --------------- | ------ |
| 2012年 | 伊拉克羽毛球國際系列賽 | 國際系列賽 | 男子雙打 | 拉马赞·奥斯图克 | 亞軍   |
| 2014年 | 南非羽毛球國際賽       | 國際系列賽 | 男子雙打 | 辛南·佐卢       | 準決賽 |
| 2015年 | 秘魯羽毛球國際系列賽   | 國際系列賽 | 男子單打 | －              | 準決賽 |
| 2015年 | 秘魯羽毛球國際系列賽   | 國際系列賽 | 男子雙打 | 辛南·佐卢       | 冠軍   |
| 2015年 | 牙買加羽毛球國際賽     | 國際系列賽 | 男子單打 | －              | 亞軍   |
| 2015年 | 牙買加羽毛球國際賽     | 國際系列賽 | 男子雙打 | 辛南·佐卢       | 亞軍   |
| 2015年 | 哈薩克羽毛球國際賽     | 國際系列賽 | 男子單打 | －              | 準決賽 |
| 2015年 | 哈薩克羽毛球國際賽     | 國際系列賽 | 男子雙打 | 辛南·佐卢       | 準決賽 |
| 2015年 | 埃塞俄比亞羽毛球國際賽 | 國際系列賽 | 男子雙打 | 辛南·佐卢       | 亞軍   |
| 2015年 | 尼日利亞羽毛球國際賽   | 國際系列賽 | 男子雙打 | 辛南·佐卢       | 冠軍   |
| 2015年 | 巴西羽毛球國際賽       | 國際系列賽 | 男子雙打 | 辛南·佐卢       | 準決賽 |
| 2015年 | 巴林羽毛球國際系列賽   | 國際系列賽 | 男子雙打 | 辛南·佐卢       | 準決賽 |
| 2015年 | 南非羽毛球國際賽       | 國際系列賽 | 男子單打 | －              | 亞軍   |

| 2007-2017年 | 首要超級賽 | 超級賽 | 黃金大獎賽 | 大獎賽 | 國際挑戰賽 | 國際系列賽 | 未來系列賽 | 其他 |

| 2018-2026年 | 總決賽 | 超級1000賽 | 超級750賽 | 超級500賽 | 超級300賽 | 超級100賽 | 國際挑戰賽 | 國際系列賽 | 未來系列賽 | 其他 |